# Presidentvalet i USA 1932
Presidentvalet i USA 1932 ägde rum den 8 november 1932.
Valet stod mellan den sittande republikanske presidenten Herbert Hoover och den demokratiske guvernören i New York Franklin D. Roosevelt.
Valet var det första sedan börskraschen 1929 och USA befann sig i en ekonomisk depression. Många hade dessutom förlorat förtroendet till den sittande konservative presidenten Hoover. Under valrörelsen så presenterade Roosevelt sitt New Deal-program som skulle bli demokraternas huvudprogram under många år framöver.
Valet vanns av den demokratiske guvernören från New York, Franklin D. Roosevelt med 57,4 % av rösterna mot 39,7 % av rösterna för den sittande republikanske presidenten Herbert Hoover. Segern var historisk, främst för att Demokraterna inte vunnit ett presidentval sedan 1916 och endast fått utse två presidenter sedan 1860. Segern innebar dessutom att den socialliberala och federalistiska flygeln inom Demokraterna tog makten över partiet på nationell nivå, vilket skulle sätta utgångspunkterna för båda partiernas nutida orientering, även om republikaner pendlat mellan att stödja etablerade välfärdsprogram och motsätta sig dem, medan senare demokrater företagit reformer i marknadsekonomisk riktning.

## Demokraternas nominering
Anmälda kandidater:
- Newton Baker, fd krigsminister från Ohio
- Harry F. Byrd, fd guvernör från Virginia
- John Nance Garner, talman i representanthuset från Texas
- Al Smith, fd guvernör från New York samt demokraternas presidentkandidat i presidentvalet 1928
- Will Rogers, filmstjärna från Oklahoma
- William H. Murray, guvernör från Oklahoma
- James A. Reed, senator från Missouri
- Franklin D. Roosevelt, guvernör från New York
- Albert Ritchie, guvernör från Maryland
- George White, guvernör från Ohio
- Melvin A. Traylor, bankman från Illinois

Demokraternas konvent
Franklin D. Roosevelt blev vald till demokraternas presidentkandidat och han valde John Nance Garner som medkandidat.

## Republikanernas nominering
Anmälda kandidater
- John J. Blaine, senator från Wisconsin
- Calvin Coolidge, fd president i USA från Massachusetts
- Herbert Hoover, president i USA från Kalifornien
- James Wolcott Wadsworth, Jr., fd senator från New York
- Joseph Irwin France fd senator från Maryland

Republikanernas konvent
Den sittande presidenten, Herbert Hoover valdes till republikanernas presidentkandidat och han valde den sittande vicepresidenten Charles Curtis som medkandidat.

## Resultat
| Presidentkandidat     | Partitillhörighet | Hemdelstat | Röster     | Röster | Elektorsröster | Medkandidat       | Hemdelstat |
| Presidentkandidat     | Partitillhörighet | Hemdelstat | Antal      | Andel  | Elektorsröster | Medkandidat       | Hemdelstat |
| --------------------- | ----------------- | ---------- | ---------- | ------ | -------------- | ----------------- | ---------- |
| Franklin D. Roosevelt | Demokrat          | New York   | 22 821 277 | 57,4 % | 472            | John Nance Garner | Texas      |
| Herbert Hoover        | Republikan        | Iowa       | 15 761 254 | 39,7 % | 59             | Charles Curtis    | Kansas     |
| Övriga                | Övriga            | Övriga     | 1 169 367  | 3,0 %  | 0              |                   |            |
| Totalt                | Totalt            | Totalt     | 39 751 898 | 100 %  | 531            |                   |            |